# Changey
Changey település Franciaországban, Haute-Marne megyében. Lakosainak száma 290 fő (2022. január 1.). Changey Neuilly-l’Évêque, Rolampont, Bannes, Charmes és Dampierre községekkel határos.

## Népesség
A település népességének változása:
| Lakosok száma | 116  | 201  | 258  | 293  | 300  | 313  | 301  | 300  | 293  | 290  |
|               | 1968 | 1990 | 2006 | 2011 | 2015 | 2016 | 2018 | 2019 | 2021 | 2022 |